# Aureliu Ciocoi
Aureliu Ciocoi (Chișinău, 5 de junho de 1968) é um diplomata moldávio que serviu como primeiro-ministro interino da Moldávia de 1 de janeiro a 6 de agosto de 2021 e como Ministro dos Negócios Estrangeiros de 9 de novembro de 2020 a 6 de agosto de 2021. Ele também serviu como ministro das Relações Exteriores em 2019 e, antes disso, como embaixador na Alemanha, Dinamarca, China e Estados Unidos.
Ciocoi foi nomeado primeiro-ministro interino em 31 de dezembro de 2020 depois que Ion Chicu, que apresentou sua renúncia uma semana antes, se recusou a permanecer na qualidade de interino até que um novo governo fosse formado.